# Jurandy Oliveira
Jurandy Cunha de Oliveira (Ipirá, 15 de janeiro de 1937), mais conhecido como Jurandy Oliveira é um político brasileiro, advogado, professor e ex-prefeito do município de Ipirá, na Bahia. Foi deputado estadual por dez mandatos consecutivos na Assembleia Legislativa da Bahia, sendo um dos parlamentares mais longevos da história da casa legislativa.

## Primeiros anos e formação
Jurandy nasceu em Ipirá, sendo um dos nove filhos de Alonso Gonçalves de Oliveira e Albina Cunha Oliveira. Mudou-se para o Rio de Janeiro e posteriormente para Salvador, onde graduou-se em Direito pela Universidade Federal da Bahia em 1963. Entre 1969 e 1970, atuou como professor de Direito e Legislação Aplicada.

## Carreira política

### Prefeito de Ipirá
Iniciou sua carreira política como prefeito de Ipirá, sendo eleito em 1971 pelo MDB. Em 1977, foi reeleito, desta vez pela ARENA.

### Deputado estadual
Em 1983, elegeu-se deputado estadual pela primeira vez. Foi reeleito sucessivamente até 2022, totalizando dez mandatos consecutivos. Ao longo da carreira, esteve filiado a vários partidos, incluindo MDB, ARENA, PRP, PP, PSB e PROS.
Em dezembro de 2022, aos 85 anos, anunciou sua aposentadoria da política, encerrando sua carreira de quatro décadas como parlamentar. Na ocasião, manifestou o desejo de que seu filho, Marcelo Oliveira, continuasse sua trajetória política, mas o mesmo foi derrotado nas urnas ficando na posição 109 de 63 vagas para a ALBA nas Eleições Estaduais da Bahia em 2022.

## Vida pessoal
É casado com a também política e ex-vice prefeita de Ipirá, Edite de Souza Gomes, mais conhecida como Nina Gomes. Jurandy é pai de 2 filhos (Marcelo e Ticiana) e avô. Reside em Salvador e mantém vínculos afetivos e políticos com Ipirá, onde é frequentemente homenageado. Em 15 de janeiro de 2024, celebrou seu 87º aniversário com uma comemoração pública em sua cidade natal.

## Legado
Reconhecido como um dos políticos mais experientes da Bahia, Jurandy Oliveira deixou um legado de atuação contínua e dedicação ao serviço público, especialmente voltado ao interior baiano.
Recebeu diversas homenagens ao longo de sua carreira política. Foi agraciado com a Medalha de Reconhecimento conferida aos Constituintes de 1989 pela Assembleia Legislativa da Bahia, em 1990, e com a Ordem do Mérito da Bahia, classe Grande Oficial, pelo Governo do Estado, também em 1990. Além disso, recebeu títulos de Cidadão Honorário de vários municípios baianos, incluindo São Gonçalo dos Campos, Paratinga, Iaçu (1990). Jandaíra, Souto Soares e Barra do Mendes (1997).